# Francesco Corner (1547-1598)
Francesco Corner (Venezia, 14 ottobre 1547 – Roma, 23 aprile 1598) è stato un cardinale e vescovo cattolico italiano.

## Biografia
Laureatosi presso l'università degli Studi di Padova in utroque iure nel 1571, ottenne subito dopo la commenda dell'abbazia di Santa Bona di Vidor, già stabilmente giuspatronato dei Corner.
Il 29 novembre 1577 ottiene dallo zio Giorgio, dimissionario per motivi di salute, la cattedra vescovile di Treviso, prendendone possesso canonico l'8 febbraio 1578.
Durante il suo episcopato, si adoperò anche con contribuzioni dal vasto patrimonio personale al mantenimento del seminario vescovile, istituito pochi anni prima dallo zio predecessore e che ancora stentava dal punto di vista dell'autonomia economica. Allo stesso tempo, si adoperò energicamente per risollevare le sorti della città, debilitata dal morbo della peste, che ebbe la sua ondata maggiore tra il 1575 e il 1577. Accanto a ciò, è da registrare un notevole zelo per quanto riguarda la sua disponibilità spirituale.
Il 3 novembre 1595 rinunciò all'episcopato, in cui gli succedette Ludovico Molin, per recarsi a Roma, dove venne creato cardinale da papa Clemente VIII, il 15 giugno dell'anno successivo, con il titolo dei Santi Silvestro e Martino ai Monti. Si profilava per lui una carriera presso il Sant'Uffizio, interrotta però dalla morte improvvisa, che lo colse in Roma, il 23 aprile 1598. Giace sepolto nella chiesa di San Silvestro al Quirinale.

## Genealogia episcopale e successione apostolica
La genealogia episcopale è:
- Cardinale Guillaume d'Estouteville, O.S.B.Clun.
- Papa Sisto IV
- Papa Giulio II
- Cardinale Raffaele Sansone Riario
- Papa Leone X
- Papa Paolo III
- Cardinale Francesco Pisani
- Vescovo Giorgio Corner
- Cardinale Francesco Corner

La successione apostolica è:
- Vescovo Alvise Corner (1589)

## Ascendenza
|                       |   |                     | Genitori             |  |  | Nonni |  |  | Bisnonni       |  |  | Trisnonni    |  |
|                       |   |                     |                      |  |  |       |  |  | Giorgio Corner |  |  | Marco Corner |  |
|                       |   |                     |                      |  |  |       |  |  | Giorgio Corner |  |  | Marco Corner |  |
|                       |   | Fiorenza Crispo     |                      |  |  |       |  |  | Giorgio Corner |  |  |              |  |
| Giovanni Corner       |   |                     |                      |  |  |       |  |  | Giorgio Corner |  |  |              |  |
|                       |   | Elisabetta Morosini | Francesco Morosini   |  |  |       |  |  |                |  |  |              |  |
|                       |   | Elisabetta Morosini | Francesco Morosini   |  |  |       |  |  |                |  |  |              |  |
|                       |   | Elisabetta Morosini | …                    |  |  |       |  |  |                |  |  |              |  |
| Marcantonio Corner    |   | Elisabetta Morosini |                      |  |  |       |  |  |                |  |  |              |  |
|                       |   | Alvise Pisani       | Giovanni Pisani      |  |  |       |  |  |                |  |  |              |  |
|                       |   | Alvise Pisani       | Giovanni Pisani      |  |  |       |  |  |                |  |  |              |  |
|                       |   | Alvise Pisani       | Chiara Loredan       |  |  |       |  |  |                |  |  |              |  |
| Adriana Pisani        |   | Alvise Pisani       |                      |  |  |       |  |  |                |  |  |              |  |
|                       |   | Cecilia Giustinian  | Benedetto Giustinian |  |  |       |  |  |                |  |  |              |  |
|                       |   | Cecilia Giustinian  | Benedetto Giustinian |  |  |       |  |  |                |  |  |              |  |
|                       |   | Cecilia Giustinian  | Marina Gritti        |  |  |       |  |  |                |  |  |              |  |
| Francesco Corner      |   | Cecilia Giustinian  |                      |  |  |       |  |  |                |  |  |              |  |
|                       | … | …                   |                      |  |  |       |  |  |                |  |  |              |  |
|                       | … | …                   |                      |  |  |       |  |  |                |  |  |              |  |
|                       | … | …                   |                      |  |  |       |  |  |                |  |  |              |  |
| Giustiniano Contarini | … |                     |                      |  |  |       |  |  |                |  |  |              |  |
|                       |   | …                   | …                    |  |  |       |  |  |                |  |  |              |  |
|                       |   | …                   | …                    |  |  |       |  |  |                |  |  |              |  |
|                       |   | …                   | …                    |  |  |       |  |  |                |  |  |              |  |
| Cecilia Contarini     |   | …                   |                      |  |  |       |  |  |                |  |  |              |  |
|                       |   | …                   | …                    |  |  |       |  |  |                |  |  |              |  |
|                       |   | …                   | …                    |  |  |       |  |  |                |  |  |              |  |
|                       |   | …                   | …                    |  |  |       |  |  |                |  |  |              |  |
| …                     |   | …                   |                      |  |  |       |  |  |                |  |  |              |  |
|                       |   | …                   | …                    |  |  |       |  |  |                |  |  |              |  |
|                       |   | …                   | …                    |  |  |       |  |  |                |  |  |              |  |
|                       |   | …                   | …                    |  |  |       |  |  |                |  |  |              |  |
|                       |   | …                   |                      |  |  |       |  |  |                |  |  |              |  |